# UFC on ESPN: Brunson vs. Holland
UFC on ESPN: Brunson vs. Holland (conosciuto anche come UFC on ESPN 21, oppure UFC Vegas 22) è stato un evento di arti marziali miste tenuto dalla Ultimate Fighting Championship il 20 marzo 2021 all'UFC APEX di Las Vegas, negli Stati Uniti.

## Risultati
|                  | Divisione               |                        |                 |                 | Metodo                                  | Round           | Tempo           | Premio          |
| Card Principale  | Card Principale         | Card Principale        | Card Principale | Card Principale | Card Principale                         | Card Principale | Card Principale | Card Principale |
| ---------------- | ----------------------- | ---------------------- | --------------- | --------------- | --------------------------------------- | --------------- | --------------- | --------------- |
|                  | Pesi medi               | Derek Brunson          | batte           | Kevin Holland   | Decisione unanime (49–45, 49–46, 49–46) | 5               | 5:00            |                 |
|                  | Pesi medi               | Max Griffin            | batte           | Song Kenan      | KO (pugni)                              | 1               | 2:20            | POTN            |
|                  | Pesi paglia femminili   | Montserrat Ruiz        | batte           | Cheyanne Buys   | Decisione unanime (29–28, 29–28, 29–27) | 3               | 5:00            |                 |
|                  | Pesi gallo              | Adrian Yanez           | batte           | Gustavo Lopez   | KO (pugno)                              | 3               | 0:27            | POTN            |
|                  | Pesi massimi            | Tai Tuivasa            | batte           | Harry Hunsucker | KO tecnico (pugni)                      | 1               | 0:49            |                 |
| Card Preliminare |                         |                        |                 |                 |                                         |                 |                 |                 |
|                  | Pesi gallo femminili    | Macy Chiasson          | batte           | Marion Reneau   | Decisione unanime (29–28, 29–28, 29–28) | 3               | 5:00            |                 |
|                  | Pesi leggeri            | Grant Dawson           | batte           | Leonardo Santos | KO (pugni)                              | 3               | 4:59            | POTN            |
|                  | Pesi medi               | Trevin Giles           | batte           | Roman Dolidze   | Decisione unanime (29–28, 29–28, 29–28) | 3               | 5:00            |                 |
|                  | Catchweight (137.5 lbs) | Montel Jackson         | batte           | Jesse Strader   | KO tecnico (pugni)                      | 1               | 1:58            |                 |
|                  | Pesi mosca              | Bruno Gustavo da Silva | batte           | JP Buys         | KO tecnico (pugno)                      | 2               | 2:56            | POTN            |

## Premi
I lottatori premiati ricevettero un bonus di 50.000 dollari.
Legenda:
- FOTN: Fight of the Night (vengono premiati entrambi gli atleti per il miglior incontro dell'evento)
- POTN: Performance of the Night (viene premiato il vincitore per la migliore performance dell'evento)